# Marktbefestigung Schottwien

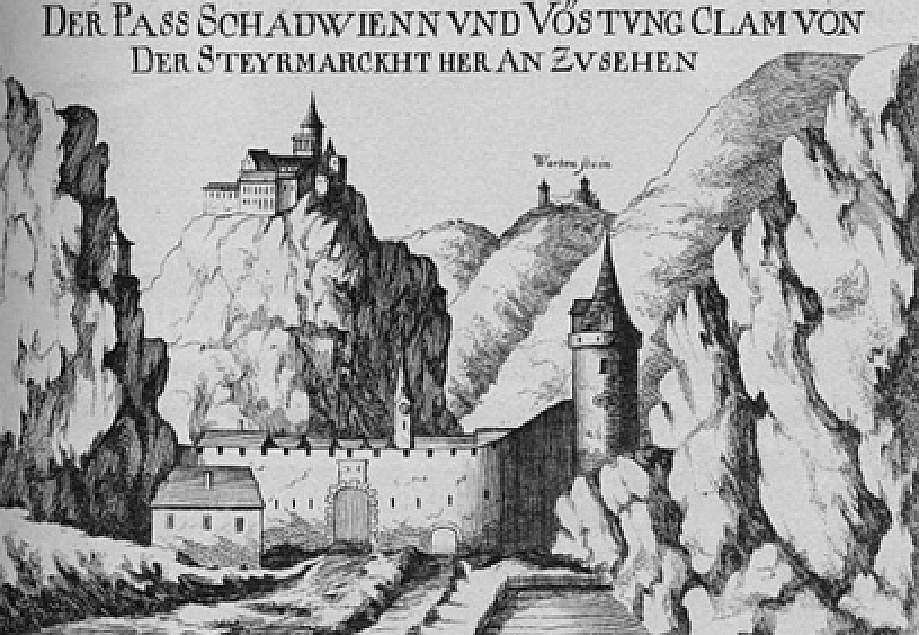
Ansicht der oberen Sperrmauer mit den Burgen Klamm und Wartenstein, vor der Mauer (links) stand das Bürgerspital, Kupferstich, Georg Matthäus Vischer, um 1672
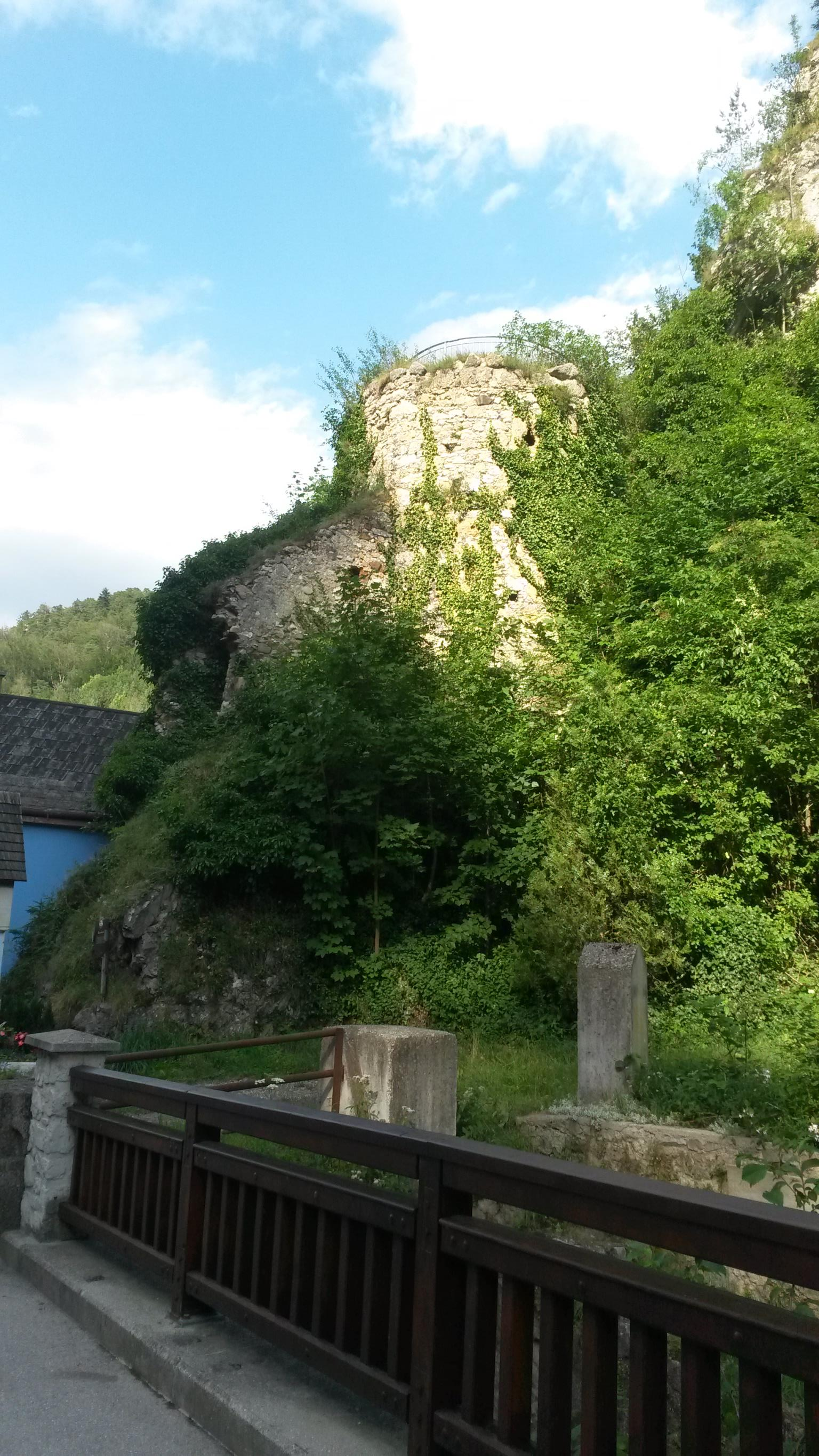
Ruine des östlichen Wehrturmes an der oberen Ortsbefestigung
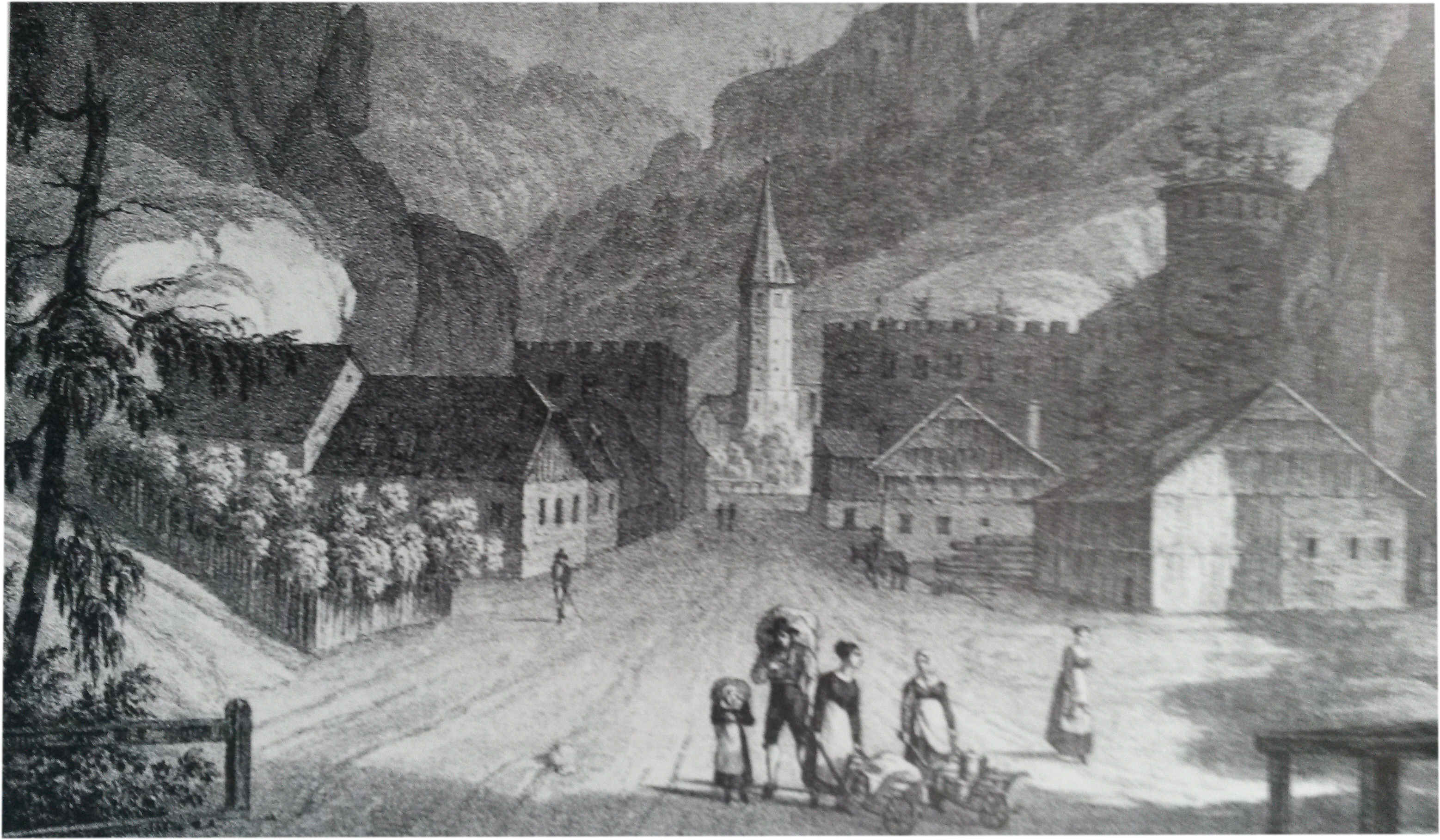
Schottwiener Ortsstraße und die Obere Mauer der Ortsbefestigung gg. den Semmeringpaß um 1830
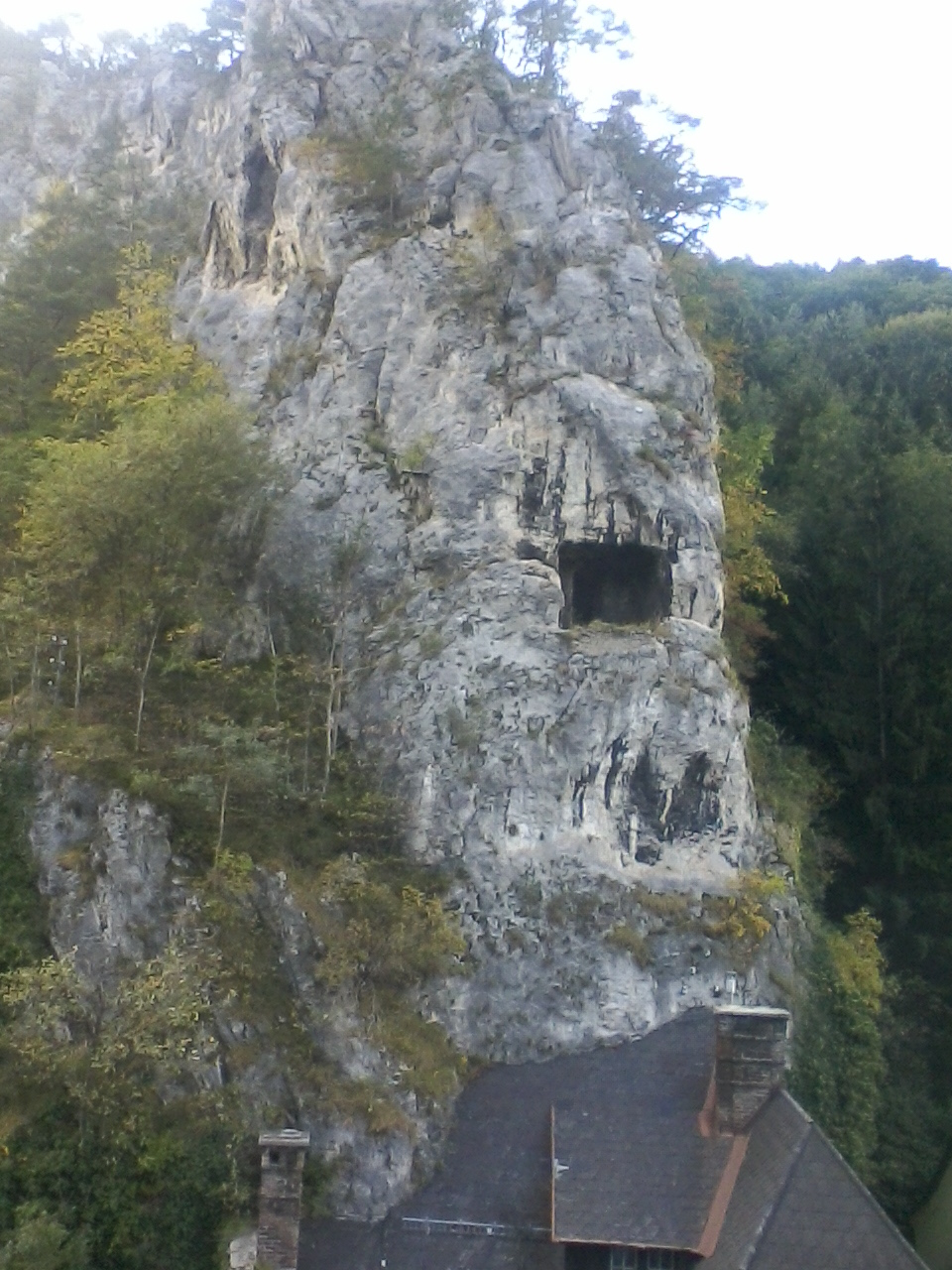
Kaverne in der Felswand an der oberen Ortsbefestigung
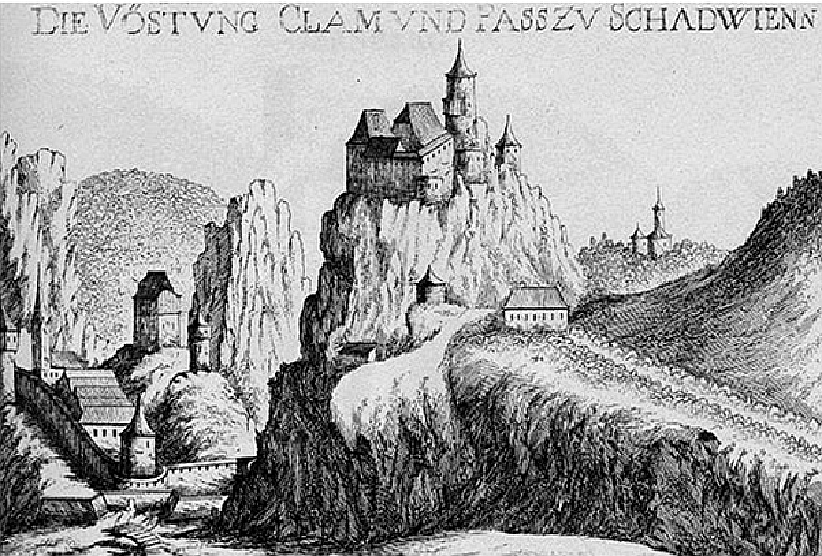
Ansicht der unteren Sperrmauer, der Burg von Klamm, des Schusterlochs (unterhalb der Burg) und der beiden Pulvertürme auf dem Tändlein, Kupferstich, Georg Matthäus Vischer, um 1672
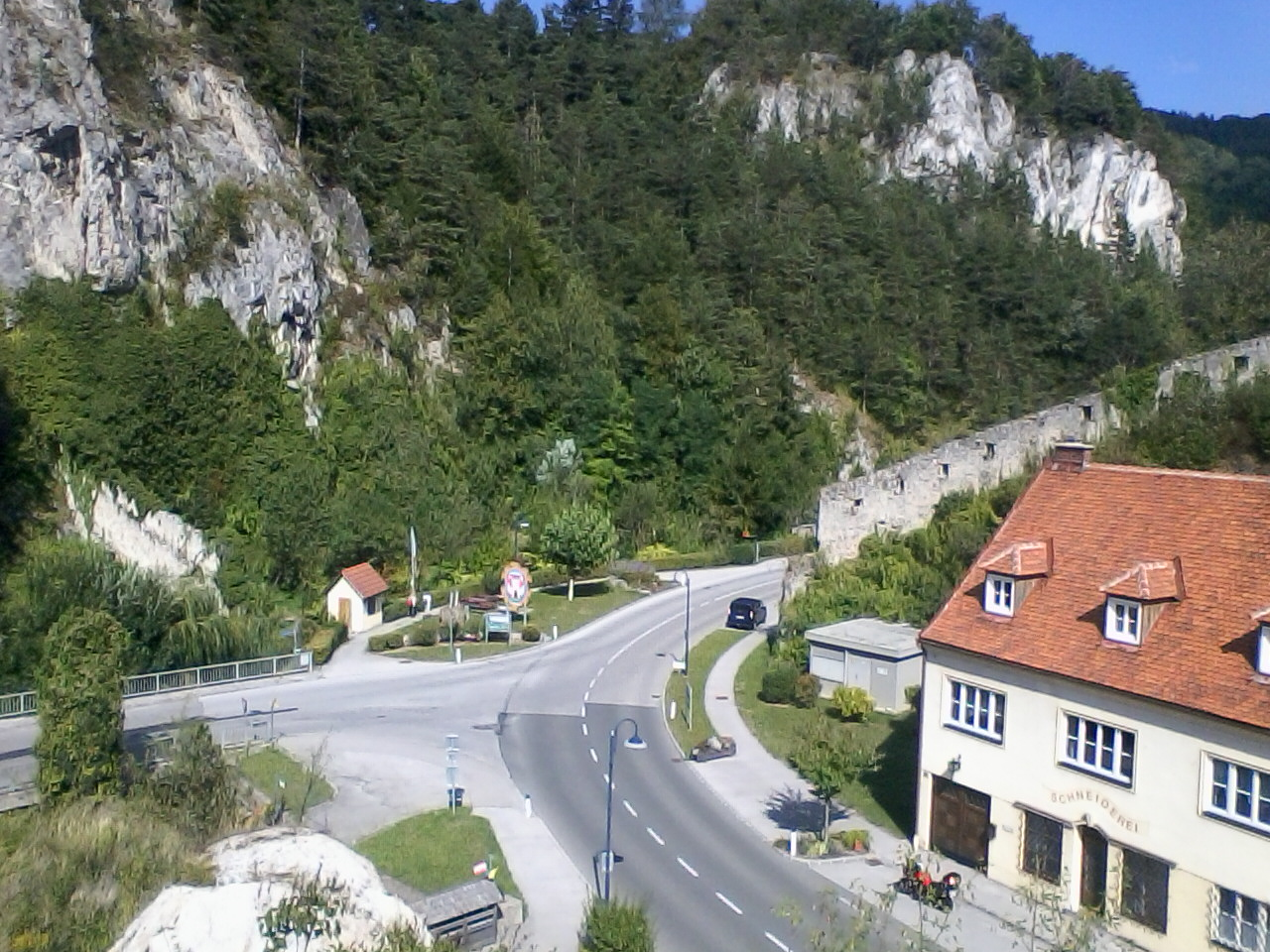
Die Reste der unteren Sperrmauer vom Tändlein aus gesehen (ehemaliges unteres Markttor)
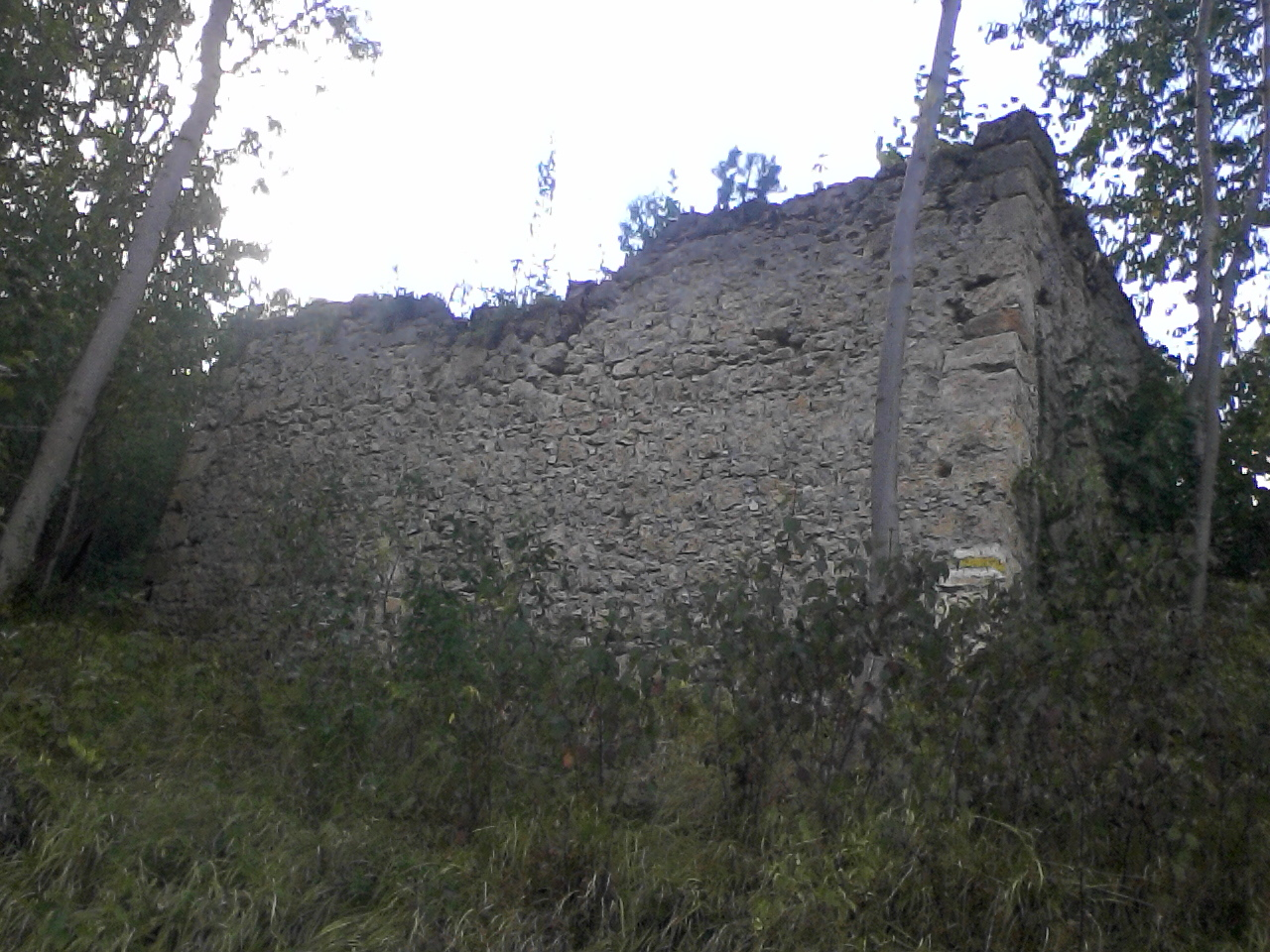
Ruine des oberen Pulverturms auf dem Tändlein
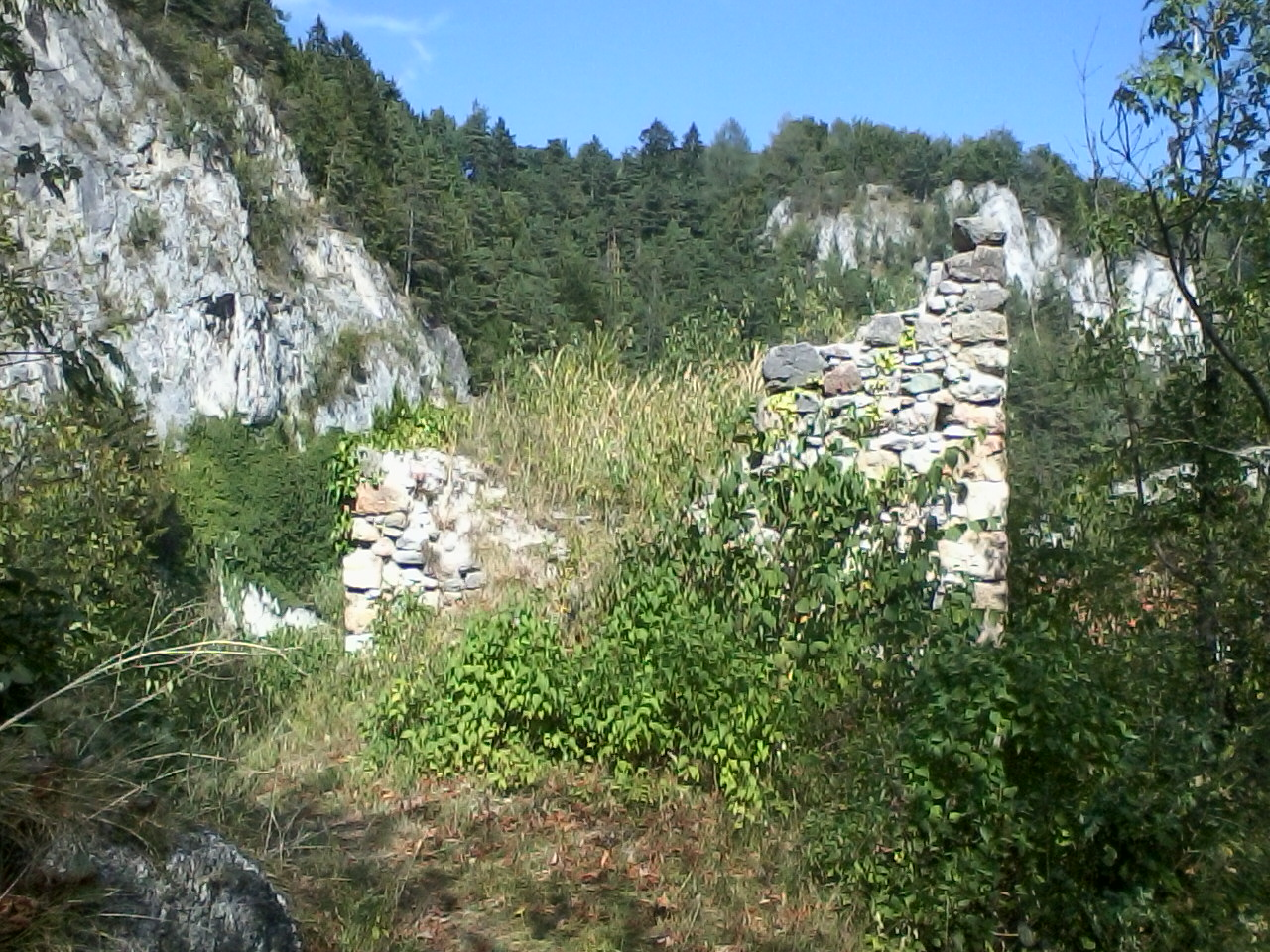
Ruine des unteren Pulverturms auf dem Tändlein

Die Marktbefestigung Schottwien befindet sich in der Marktgemeinde Schottwien im Bezirk Neunkirchen, Bundesland Niederösterreich, Österreich.

## Geschichte
1254 wurde dem böhmischen König Ottokar II. Přemysl im Frieden von Ofen das Herzogtum Österreich und die Mark Pitten zugesprochen. Zum Schutz gegen Angriffe aus dem Herzogtum Steiermark ließ Ottokar auch Schottwien befestigen. Im 13. Jahrhundert wurde mit dem Bau der ersten Befestigungsanlagen begonnen. Unter Nutzung der topografischen Gegebenheiten bildete die – urkundlich erstmals 1349 erwähnte – Marktbefestigung zwei Talsperren ober- und unterhalb des Ortes, deren heute noch erhaltene Mauerreste größtenteils aus dem 16. Jahrhundert stammen.

## Beschreibung
Mauerreste aus dem Ende des 15. Jahrhunderts sind erhalten. Die Burgruine Klamm – wahrscheinlich aus der zweiten Hälfte des 13. Jahrhunderts bzw. um 1400 – steht am nördlichen Ortsende auf einem vom Eselstein herab führenden Gebirgskamm. Zwei weitere Wehrbauten, im Grundriss quadratisch, bestehend aus Bruchsteinmauerwerk mit Eckquadrierung, sind noch in der Höhe von einigen Metern erhalten geblieben. Es handelt sich dabei um die zwei sog. „Pulvertürme“, die auf einem 30 m hohen, sich zwischen der Semmeringstraße und dem Haidbachgraben befindlichen, nach NO auslaufenden Felsrücken des Eselsteins („Turndlein“ oder „Tändlein“) standen. Sie dienten ursprünglich als Wehrtürme, später als Waffen- bzw. Munitionslager und zuletzt als Gefängnisse.
Die topographischen Gegebenheiten ausnützend und dabei zwei Halbhöhlen einbeziehend gibt es eine untere und eine obere Talsperre. Am nördlichen Ortsausgang besteht Mischmauerwerk mit einem Wehrgang und Schießscharten. Am südlichen Ortsausgang besteht eine Doppelmauer aus Bruchstein mit einem zinnenbekrönten Wehrgang und ein runder Turm mit Schlüsselscharten.
Obere Mauer
47° 39′ 12″ N, 15° 52′ 14″ O

Sie sollte den Marktort gegen Einfälle vom Semmeringpass her schützen und war besonders stark befestigt. Das Sperrwerk bestand aus einer Doppelmauer mit zwei gedeckten Gängen für Büchsenschützen, einem Tor, einem Wehrturm im Osten, einer in den Fels gehauenen Beobachtungswarte und einem Durchlass für den Weißenbach. Der hinter dem Feuerwehrhaus gelegene Wehrturm, fälschlicherweise als „Pulverturm“ bezeichnet, dient heute als Aussichtswarte und wurde 2009 von Renate Kordon im Rahmen eines Wettbewerbes in Stand gesetzt. Von hier aus hat man einen guten Überblick über den Oberen Markt. Auf einer Tafel sind Kilometerangaben zu bekannten Städten auf der ganzen Welt eingraviert. Der Bach konnte mit einem Wehr aufgestaut werden um das Glacis im Fall einer drohenden Belagerung rasch fluten zu können. Die äußere Mauer wurde am 25. Mai 1833 durch ein Hochwasser zerstört. In der westlichen, ca. 120 m hohen Felswand befand sich eine Kaverne mit Schießscharten, die bis zu 40 Mann aufnehmen konnte. Sie war auch mit einer hölzernen Handmühle ausgestattet um längeren Belagerungen standhalten zu können.
Untere Mauer
47° 39′ 32″ N, 15° 52′ 23″ O

Sie war etwas niedriger, nicht so massiv konstruiert und verfügte auch über keinen gedeckten Wehrgang. Das Straßentor war von einem runden Wehrturm (an der Südseite) verstärkt. Über den Torbogen war ein Steinrelief des Schottwiener Wappens angebracht. 1828 musste das untere Markttor samt seinem Turm beseitigt werden um Platz für den Transport einer Dampfmaschine nach Triest zu schaffen. Der größte Teil des nördlich der Straße gelegenen Abschnittes stürzte bei der Hochwasserkatastrophe von 1833 ein. Heute ist nur noch der Abschnitt zwischen dem ehemaligen Südturm und den Probstwald und ein kleiner Rest an der Felswand links des Haidbaches zu sehen. Die darüberliegenden Höhlen in der Felswand über der Straße werden auch als „Türkenlöcher“ bezeichnet. In ihnen brachten sich die Bürger Schottwiens in den Türkenkriegen vor Angreifern und Plünderern in Sicherheit. Im 120 m hohen Felsen oberhalb der unteren Marktkapelle befand sich eine weitere mit Zinnen bewehrte Befestigung, das sog. Schusterloch.